# Cine Art-Palácio (Recife)
O Cine Art-Palácio (inaugurado como "Ufa Palacio") foi uma sala de cinema da cidade do Recife, localizada no centro da cidade.

## História
O Cine Art-Palácio do Recife pertencia na época à mesma empresa do UFA-Palace de São Paulo, e localiza-se na região central do Recife, no bairro de Santo Antônio, na esquina da Rua da Palma com a Rua Matias de Albuquerque. A sala foi uma das primeiras construídas no centro do Recife, que passaria a concentrar as principais salas de exibição da cidade. Por ter sido construído com recursos da Alemanha, o cinema ganhou o nome da empresa alemã Universum Film AG, que tinha seus filmes exibidos na cidade com exclusividade no Ufa Palácio.

O projeto compreendia um complexo com o cinema e edifício de escritórios e lojas, como acima exposto, e foi construído pelo renomado arquiteto brasileiro Rino Levi, numa região que estava passando por intensas reformas urbanas de modernização, abertura de vias e estímulo ao tráfego. O projeto foi iniciado em 1937 e a construção finalizada entre 1939 a 1940. Possuía capacidade para cerca de 1.500 espectadores, 1.000 na platéia e 500 no balcão. 
O Ufa Palácio foi inaugurado oficialmente em 10 de março de 1940, com o filme alemão "Noites Andaluzes". A partir de então, tornar-se-ia uma das principais salas de cinema da cidade e uma das que receberam maior número de espectadores na história do cinema brasileiro.
Já nas décadas de 1950 e 1960, o Art-Palácio passou a exibir gêneros cinematográficos mais populares, como faroeste e capa e espada além de uma coleção de filmes nacionais.
O Cine Art Palácio não chegou a exibir filmes adultos, mas não escapou ao processo e, em julho de 1992, num movimento em que treze salas pertencentes ao Grupo Severiano Ribeiro foram vendidas de uma vez, exibiu em sua última sessão o filme Instinto Selvagem (Paul Verhoeven, 1992), encerrando a atividade que iniciara cinquenta e dois anos antes. 
O Art Palácio no momento se encontra esquecido nas ruas do centro da cidade, abandonado e em estado de degradação. 